# Xã Ruth C, Quận Stone, Missouri
Xã Ruth C (tiếng Anh: Ruth C Township) là một xã thuộc quận Stone, tiểu bang Missouri, Hoa Kỳ. Năm 2010, dân số của xã này là 3.489 người.